# لا كاسا دي بابيل

شعار المسلسل - النسخة العربية

لا كاسا دي بابيل، ويُعرف أيضاً باسم بيت من ورق أو بيت المال (بالإسبانية: La Casa De Papel) واشتهر باسم البروفيسور حسب ترويج شبكة نتفليكس الشرق الأوسط وشمال أفريقيا له، هو مسلسل سرقة وسطو إسباني من إنتاج ألكس بينا لشبكة أنتينا 3، وهو عبارة عن سلسلة محدودة بُثت لخمسة مواسم عُرض لأول مرة في 2 مايو 2017 ولآخر مرة في 3 ديسمبر. 2021. أضيف الموسم الأول للقائمة العالمية لنتفليكس ثم أعيد تحريره ليصبح 13 حلقة بدلاً من 9 حلقات في الأصل.

## القصة
يقوم رجل غامض يلقب بـ (البروفيسور) بالإعداد لأكبر عملية سرقة أنجزت على الإطلاق، وهي في الأساس كانت حلم والده الذي لم يتمكن من تحقيقها بسبب موته برصاص الشرطة أثناء أحد عمليات سطوه، وذلك بتجنيد 8 أشخاص يدعون بأسماء حركية هي أسماء مدن عالمية، وهؤلاء الأشخاص لهم سوابق إجرامية ومطلوبين أمنيًا وليس لديهم ما يخسرونه. الفكرة هي اقتحام دار سك العملة الإسبانية وطباعة 2.4 مليار يورو ويحتاجون لتحقيق ذلك البقاء هناك 11 يومًا والتعامل مع 67 رهينة ونخبة من قوات الشرطة الإسبانية. تبدأ قصة المسلسل باستيقاظ طوكيو من حلم ومسيرها إلى والدتها للاتصال معها لتقابلها وتودعها، قبل سفرها إلى الصين حيث أنها مطلوبة للشرطة، ودون أن تعلم كانت الشرطة تستمع للمكالمة وتخطط لاحتجازها، وفي طريقها إلى بيت والدتها، الذي كان كمينا لاعتقالها، تقف سيارة حمراء ويتحدث معها رجل غامض لإقناعها بعدم الذهاب والذي اسمته الملاك الحارس فيما بعد، ليعرض عليها عملًا وهو سرقة 2.4 مليار يورو. توافق طوكيو وتذهب معه إلى بيت ريفي برفقة ثمانية أشخاص سيقضون في ذلك المنزل خمسة أشهر من أجل التدريب على سرقة بيت طباعة لأموال في إسبانيا.
الأشخاص الثمانية إلى جانب طوكيو هم:
- البروفيسور المهندس الأول للسرقة
- برلين القائد الأول في الميدان
- طوكيو
- ريو المبرمج والمخترق الذي سيصبح حبيبًا لطوكيو
- نيروبي الفتاة التي سوف تكون خبيرة طباعة العملات وخبيرة التزوير
- موسكو المسؤول عن حفر النفق
- دنفر ابن موسكو
- هلسنكي خبير أسلحة
- أوسلو، أخو هلسنكي التوأم

وتبدأ رحلة السرقة التي تخللها الكثير من الثغرات أحيانًا ومن الحظ ومن التوقع الصحيح من البروفيسور الذي وضع خطة تفصيلية لكل شيء متوقع حدوثه، وأيضًا من قدرته على التعامل مع كل تلك الشخصيات والأحداث والاختراقات التي مرت عليه، ما عدا وقوعه في حب المحققة راكيل المشرفة على عمليتي القبض والتحقيق في قضيته. كان مقر البروفيسور قريبًا من موقع السرقة ومتصلًا معهم عبر خط هاتفي سلكي لضمان عدم اختراقه من القوات الأمنية،
أما في الجانب الآخر يتم استدعاء المحققة راكيل المحنكة للتفاوض مع السارقين والذين احتجزوا 67 رهينة من بينهم موظفي موقع السرقة وبعض الشرطة وأيضا طلبة من مدرسة بريطانية كانوا في رحلة ميدانية الذين كان من بينهم ابنة السفير البريطاني التي كانوا يسمونها الرهينة الثمينة والحمل الوديع أحيانًا.
تميزت المفاوضات بين البروفيسور وراكيل بالهدوء والكلام المنمق، وكانت تُجرى على مسمع من البيرتو مدير الاستخبارات ومساعدها آنخيل وأفراد الشرطة والقوات الخاصة الذين ساندوها.
على مدار الحلقات الـ19 لجزئي للمسلسل، تم الكشف عن الكثير من حياة الخاطفين والمخطوفين، وتم عرض الكثير من الوقائع لأشهر التدريب الخمسة في طليطلة في بيت ريفي منعزل اختاره البروفيسور بعناية ليكون التدريب فعالًا ودون لفت أي نظر.
تحدث بعض الأمور التي لم يخطط لها البروفيسور في دار السك مثل الخلافات بين فريق الاختطاف والعلاقة بين طوكيو وريو والتي أثرت على قراراتهم على الرغم من أنها تكبره بـ12 عاما، وأيضا إصابة أوسلو بضربة من المخطوفين الذين ساعدهم أرتورو مدير دار الطباعة، حيث كانت إصابته قاتلة في نهاية الأمر، بعد أن قرر أخيه هلسنكي إنهاء حياته إذا ساءت أحواله بناء على طلبه قبل بدء عملية السرقة.
وأيضا حالة الحب التي حدثت بين دنفر ومونيكا التي كانت أحد الرهائن، التي جعلت دنفر يساعد مونيكا لتبقى على قيد الحياة، والعلاقة الحميمية التي حدثت بين برلين وأريادنا التي اضطرت لهذه العلاقة خوفًا من القتل ولتكون محمية. ومحاولات ارتورو مدير الدار وعشيق مونيكا التي تحمل طفلًا منه للهرب وإصابته برصاصة من القناصين. وتصرف برلين في غياب البروفيسور بأن سلم طوكيو للشرطة بعد أن خالفت أوامره وذلك بمساعدة هلسنكي الذي يطيعه بكل شيء، وعودتها لاحقًا بعد وعود البروفيسور لكل من يتم اعتقاله بأنه سيحرره، حيث حررها الصربيون الأربعة (الذي ظهرو في الحلقات الأخيرة والذي كانوا يساعدون البروفيسور في الحفر لنفق الهروب سابقًا) وساعدوها على العودة لدار السك. ومما لم يتم التخطيط له أيضًا، عند عودة طوكيو لدار الطباعة وخلال إطلاق النار من الشرطة لمنعها من الدخول ومن زملائها لكي تدخل، أصيب موسكو بثلاثة رصاصات في معدته أدت إلى موته بعد أربعة عشر ساعة من إصابته في الحلقة الأخيرة. ومن الأحداث التي حدثت دون توقع البروفيسور لها أنه وقع بحب المحققة راكيل وهي كذلك، مما أثر على مسار العملية برمتها، وانتقال راكيل من صف الشرطة إلى صف البروفيسور في الحلقة الأخيرة، وطلبها من زميلها انخيل الذي استيقظ من غيبوبته أن لا يساعد المحققين الذي أبعدوها من التحقيق بعد مشاهدتهم لصور لها في لقاء مع البروفيسور، ووضعوها تحت المراقبة.

## خلفية الأحداث
في بداية حلقات المسلسل يظن المتابع أن الهدف من السرقة هي المال، لكن مع أحداث المسلسل يتم الكشف عن تاريخ قصة هذه السرقة التي قضى البروفيسور سيرجيو ماركينا بالتخطيط لها نصف عمره، حيث تبدأ القصة بالطفل سيرجيو المريض في الولايات المتحدة والذي يحتاج والده إلى المال كي يعالجه ولا يتم إخراجه من المستشفى، ولهذا السبب يحاول سرقة بنك في أمريكا وعندها يتم إطلاق النار عليه، وبعد ذلك يشفى سيرجيو ويبدأ بالتخطيط لكل شيء مع أخيه (برلين) الذي كان معه منذ البداية، يخطط سيرجيو لكل التفاصيل اعتمادا على قصص والده عن السرقة التي كان يرويها له، والتي عرف بعد ذلك أنها كانت قصصا حقيقية، وكان والده ينفذها. بدأ التخطيط للسرقة وأول ما نفذه هو حفر نفق من مقره الخارجي قبل خمس سنوات من يوم التنفيذ لسرقة 2.4 مليار يورو، كما درس سلوك الشرطة المحتمل والمتوقع، والقوانين والأنظمة القضائية والثغرات، ووضع العديد من الخطط مثل خطة حصان طروادة، وخطة فالنسيا وخطة الكاميرون، وخطة الفشل الأخيرة التي لم يتم استخدامها، وخطة الاعلام وخطة إطالة مدة التفاوض حيث أنهم يحتاجون لطباعة 2.4 مليار إلى المماطلة لمدة 10-12 يوم تقريبا.

## الممثلون والشخصيات[6]

### الخاطفون
- ألفارو مورتي بدور البروفيسور، سيرجيو ماركينا (سيلفا)
- أورسولا كوربيرو بدور طوكيو
- ألبا فلوريس بدور نيروبي
- باكو توس بدور موسكو
- ميغيل هيران بدور ريو
- بيدرو ألونسو بدور برلين
- خايمي لورينتي بدور دنفر
- داركو بيريك بدور هلسنكي
- روبرتو جارسيا رويز بدور أوسلو"مارسيلو يستقبل الشهير خايمي لورينتي لوبيز دنفر بطل مسلسل لا كاسا دو باييل في فالديبيباس". 90Live. مؤرشف من الأصل في 2018-06-20. اطلع عليه بتاريخ 2018-04-19.</ref>

### الشرطة
- كيتي مانفر بدور Mariví والدة المحققة راكيل
- فرناندو سوتو بدور أنخيل
- ماريا بيدرازا بدور أليسون باركر
- خوان فرنانديز بدور العقيد برييتو من المخابرات الوطنية
- فران مورجيلو بدور بابلو

### المخطوفين وشخصيات أخرى
- آنا جراس بدور مرسيدس
- انريكي ارسي بدور أرتورو رومان
- كلارا ألفارادو بدور أريادنا
- إستير آيسبو بدور مونيكا جازتامبيدي

## الحلقات
| الحلقة | اسم الحلقة                                         | إخراج                         | تاريخ الصدور   | عدد المشاهدين داخل إسبانيا (مليون) |
| ------ | -------------------------------------------------- | ----------------------------- | -------------- | ---------------------------------- |
| 1      | "Efectuar lo acordado (افعل كما هو مخطط له)"       | Jesús Colmenar                | 2 مايو 2017    | 4.090 (25.1%)                      |
| 2      | "Imprudencias letales (التهور القاتل)"             | Miguel Ángel Vivas            | 9 مايو 2017    | 3.041 (18.4%)                      |
| 3      | "Error al disparar (إطلاق النار الخاطيء)"          | Francisco Fernandes           | 16 مايو 2017   | 2.646 (15.7%)                      |
| 4      | "Caballo de Troya (حصان طروادة)"                   | Alejandro Bazzano             | 23 مايو 2017   | 2.655 (12.7%)                      |
| 5      | "El día de la marmota (يوم شاق)"                   | Jesús Colmenar                | 30 مايو 2017   | 2.366 (14.7%)                      |
| 6      | "La cálida Guerra Fría (الحرب الساخنة الباردة)"    | Miguel Ángel Vivas            | 6 يونيو 2017   | 2.474 (15.5%)                      |
| 7      | "Refrigerada inestabilidad (عدم الاستقرار الرائع)" | Álex Rodrigo                  | 13 يونيو 2017  | 2.420 (15.5%)                      |
| 8      | "Tú lo has buscado (أنت من طلب ذلك)"               | Alejandro Bazzano             | 20 يونيو 2017  | 2.104 (13.7%)                      |
| 9      | "El que la sigue la consigue (من يتجرأ يفوز)"      | Jesús Colmenar                | 27 يونيو 2017  | 2.200 (14.7%)                      |
| 10     | "Se acabaron las máscaras (لا مزيد من الأقنعة)"    | Álex Rodrigo                  | 16 أكتوبر 2017 | 1.995 (12.9%)                      |
| 11     | "La cabeza del plan (رئيس الخطة)"                  | Alejandro Bazzano             | 23 أكتوبر 2017 | 1.737 (10.7%)                      |
| 12     | "Cuestión de eficacia (مسألة الكفاءة)"             | Javier Quintas                | 2 نوفمبر 2017  | 1.571 (10.4%)                      |
| 13     | "¿Qué hemos hecho? (ماذا حققنا؟)"                  | Jesús Colmenar & Alex Rodrigo | 9 نوفمبر 2017  | 1.539 (10.4%)                      |
| 14     | "A contrarreloj (عكس عقارب الساعة)"                | Alejandro Bazzano             | 16 نوفمبر 2017 | 1.487 (9.8%)                       |
| 15     | "Bella ciao (وداعًا يا جميلة)"                      | Jesús Colmenar & Alex Rodrigo | 23 نوفمبر 2017 | 1.798 (12.1%)                      |

### الموسم الأول - 2017)
| الجزء 1 |                        |                     |                    | |              |      |
| 1 |                        | "Do as Planned"     | Jesús Colmenar     | Álex Pina and Esther Martínez Lobato                                                                           | 2 مايو 2017  | 4.09 |
| بتوجيه من رجل غامض وقيادي يدعى "البروفيسور"، تقوم مجموعة من اللصوص، طوكيو، ريو، برلين، نيروبي، دنفر، موسكو، أوسلو، وهلسنكي، بالتخطيط لسرقة دار سك النقود الملكية الإسبانية وتحتجز 67 رهينة كجزء من خطة لطباعة، والهروب مع، 2.4 مليار يورو خلال 12 يوم من الاحتجاز. راكيل موريللو هي محققة الشرطة المسؤولة عن القضية وادارة الازمة، دون ان تعلم أن العقل المدبر للخطة أقرب مما يمكن أن تتخيله. |                        |                     |                    | |              |      |
| 2 | «Imprudencias letales» | "Lethal Negligence" | Miguel Ángel Vivas | Álex Pina, Esther Martínez Lobato, Javier Gómez Santander, Pablo Roa, Fernando Sancristóbal and David Barrocal | 9 مايو 2017  | 3.04 |
| ويبدأ اللصوص في طباعة النقود بينما يبدأ أرتورو رومان، أحد الرهائن، ومدير دار السك،، في وضع خطط للهروب، بمساعدة سكرتيرته وعشيقته مونيكا غازتامبيدي، التي تحمل طفلها. يتم القبض على مونيكا بهاتف محمول أثناء التخطيط للهروب، ويطلب من برلين أن يقتل على يد دنفر. في هذه الأثناء، يرتكب ريو خطأ يؤدي إلى اكتشاف هويته وطوكيو من قبل الشرطة.                                                      |                        |                     |                    | |              |      |
| 3 | «Errar al disparar»    | "Missing Fire"      | Álex Rodrigo       | Álex Pina, Esther Martínez Lobato and David Barrocal                                                           | 16 مايو 2017 | 2.64 |
| موسكو والد دنفر، وبسبب تصديقه بأن دنفر أعدم مونيكا بموجب أوامر برلين، فإن موسكو فكر بتسليم نفسه. في هذه الأثناء، أصبح راكيل أكثر ارتباطاً وثيقاً بصديقتها الجديدة سلفا الذي قابلها في المقهى في نهاية الحلقة الاولى، غافلاً عن حقيقة أنه اسم مستعار يفترضه البروفيسور. |                        |                     |                    | |              |      |
| 4 | «Caballo de Troya»     | "Trojan Horse"      | Alejandro Bazzano  | Álex Pina, Esther Martínez Lobato, Javier Gómez Santander, Pablo Roa, Fernando Sancristóbal and David Barrocal | 23 مايو 2017 | 2.65 |
| راكيل ترسل زميلها في الشرطة انخيل متخفيا مع فريق طبي والذي يمكنه معالجة ارتيرو المصاب بالخطأ برصاصة من الشرطة اثناء وجودهم على السطح. البروفيسور راى الامر واتى بالخطة البديلة لمعالجة هذه الامر. |                        |                     |                    | |              |      |

### موسم 2019
| الجزء 3 |   |                           |                    |                |                                                                                                 |               |
| 16 | 1 | «Hemos vuelto»            | "نحن عدنا"         | Jesús Colmenar | Álex Pina, Javier Gómez Santander                                                               | 19 يوليو 2019 |
| بعد مرور أكثر من عامين على عملية السطو، ألقى أرتورو محادثة مع حشد كبير يدين الأعضاء الهاربين من العصابة الذين احتجزوه هو وآخرون كرهائن في "مسرح مميز" بوصفهم "إرهابيين". وفي الوقت نفسه، انتقلت طوكيو وصديقها ريو إلى جونا يالا في بنما، ونيروبي وهلسنكي إلى لابامبا بالأرجنتين ودنفر ومونيكا وطفلها إلى جاوة بإندونيسيا. رغبة في تغيير المشهد، تغادر طوكيو ريو في جونا يالا إلى المدينة. أثناء مغادرتها، تمنحها ريو أحد هاتفين حتى لا يزال بإمكانهم الاتصال، هواتف اشتراها في السوق السوداء في الدار البيضاء من ليبي يزعم أنه غير مسجل. بعد ثلاثة أيام، يستخدم الاثنان الهواتف، ويتم الكشف عن إشاراتهما على الفور بواسطة الإنتربول. الشرطة البنمية فخ واعتقال ريو، ولكن طوكيو يفر. اتصلت البروفيسور باستخدام خط آمن، ويتم نقلها إلى تايلاند حيث يجتمعون. وفي الوقت نفسه، تم تعذيب ريو. البروفيسور، إلى جانب راكيل في قارة اسيا يجمع العصابة معًا لإنقاذ ريو. يقوم البروفيسور بجذب ثلاثة أعضاء جدد إلى العصابة ويبدأ بالتخطيط لهجوم على بنك إسبانيا وسرقة ذهب اسبانيا. |   |                           |                    |                |                                                                                                 |               |
| 17 | 2 | «آيكيدو»                  | "آيكيدو"           | Jesús Colmenar | Álex Pina, Javier Gómez Santander, Juan Salvador López, Luis Moya, Alberto Úcar, David Barrocal | 19 يوليو 2019 |
| يبدأ البروفيسور خطته لسرقة Royal Mint باستخدام المناطيد الضخمة لإسقاط 140 مليون يورو ضمن تخطيط معين في جميع أنحاء مدريد. ترد الحكومة بتعبئة الجيش الذي يستخدمه اللصوص لتوفير الغطاء والدخول إلى البنك. في الذكريات من الماضي، يقمم البروفيسور بتوظيف مارتن صديق برلين (الذي مات في نهاية الجزء الاول)، وهو لص من ذوي الخبرة وزميل سابق ليحل محل برلين (أندريس). يشرح البروفيسور ومارتن (المعروفان الآن باسم "باليرمو") أن إستراتيجيتهما لهذه السرقة تستند إلى أيكيدو، وهو فن عسكري يستخدم قوة العدو لخلق ميزة الانتصار عليه. مع دخول اللصوص إلى البنك، تجمعت المشاعر العامة إلى جانبهم في شكل احتجاجات حكومية واسعة النطاق وأعمال شغب بشأن السجن غير القانوني لريو، مطالبين أن يحصل على محاكمة علنية. |   |                           |                    |                |                                                                                                 |               |
| 18 | 3 | «48 metros bajo el suelo» | "48 متر تحت الأرض" | Jesús Colmenar | Álex Pina, Javier Gómez Santander, Juan Salvador López, Luis Moya                               | 19 يوليو 2019 |
| أثناء السيطرة على البنك، ينخرط اللصوص في سلسلة من النزاعات الحادة مع الحراس والمسؤولين الحكوميين. باليرمو يصاب بالعمى المؤقت في النضال، لكنه يحتفظ بالقيادة بعد قيام نيروبي بإزالة الشظايا الزجاجية من عينيه، وضبط الحراس. يقوم اللصوص بتحديد مواقع المتواطئين بين الرهائن الذين كانوا يزرعون سابقًا في البنك ويذهبون للعمل على فتح القبو، الذي يتم ملأه بالماء. يستخدم أحد أعضاء الطاقم الجدد، بوجوتا، خبرته في الغوص واللحام للتغلب على القفل، والوصول إلى الذهب. في الماضي، أوضح أندريس ومارتن خطة الاقتحام، موضحين أن كل خطوة في الخطة تتطلب الالتزام بنسبة 100 في المائة والكمال لتعمل الخطة، دون ترك أي مجال للخطأ. |   |                           |                    |                |                                                                                                 |               |
| 19 | 4 | «Bum, bum, ciao»          | "بوم، بوم، تشاو"   | كولدو سيرا     | Javier Gómez Santander, Álex Pina, Juan Salvador López, Luis Moya, Esther Martínez Lobato       | 19 يوليو 2019 |
| يبدأ الطاقم المرحلة التالية من السرقة، بينما يخاطب البروفيسور المسؤولين الحكوميين الجدد في الاستخبارات. يبرهن العقيد تامايو وأليشيا سييرا على أنهما خصمان قويان، حيث يدركان بسرعة أنه يتعين عليهما تغيير إستراتيجياتهما عما كانت في السرقة الأولى. سييرا تعذب ريو لمزيد من المعلومات، ويخطط تامايو لهجوم كامل على الخوينة مع سواريز. يكشف اللصوص أنهم يعلمون عن قبو سري ثانٍ وراء الذهب ومحاولة إقناع محافظ البنك بفتحه أمامهم. عندما رفض، ضربه دنفر، مما أدى إلى دخوله في نوبة. ينعشونه ويستخدمون المتفجرات بدلاً من ذلك. |   |                           |                    |                |                                                                                                 |               |

## الإخراج على نتفليكس
حصلت نتفليكس على حقوق بث الموسم الأول من السلسة ثم قامت بعرضها ابتداء من 20 ديسمبر 2017. ولتتناسب مع تطلعات الجمهور الدولي، تم تخفيض مدة الحلقات إلى 40-50 دقيقة، واعتماد 13 حلقة كحد أقصى للموسم وعُرض الموسم الرابع في 3 أبريل 2020 الذي عرض حديثا.

## النجاح الجماهيري
من أهم إيجابيات المسلسل هي التسلسل المنطقي للأحداث والتشويق في نهاية كل حلقة، وتفوّقه على غيره من المسلسلات من ناحية عدم حشوه للأحداث غير المهمة مما أكسبه نجاحاً بين المشاهدين حيث حصل على تقييم 8.3 على موقع IMDB. حيث أصبحت شهرته تصل إلى الشرق الأوسط وله قاعدة جماهيرية  كبيرة

## اقتباسات
في المسلسل العديد من الاقتباسات التي جذبت المستمعين فهو يقوم على قصة تتحدث عن المقاومة للرأس مالية بشكل عام والانتقام من حدث كان في الماضي.
- الشيء الوحيد الذي يجمع الناس ومشترك بينهم هو المال (البروفيسور خلال التدريب).
- أهم ما نحتاج إليه في عملية السرقة للنجاح هو الوقت (البروفيسور).

## طبعة جديدة
في نوفمبر 2020 ، أعلنت نتفليكس أنها ستنشئ نسخة كورية جنوبية من السلسلة، سيتم انتاجها بواسطة شركة بي إتش إنترتينمنت وشركة كونتينتز ازيوم التابعة لستوديوهات جي تي بي سي. تأخر إنتاج المسلسل بسبب عودة ظهور انتشار لفيروس COVID-19 في كوريا الجنوبية.

## روابط خارجية
- البروفيسور على موقع IMDb (الإنجليزية)
- البروفيسور على موقع ميتاكريتيك (الإنجليزية)
- البروفيسور على موقع روتن توميتوز (الإنجليزية)
- البروفيسور على موقع نتفليكس (الإنجليزية)
- البروفيسور على موقع فيلمافينيتي (الإسبانية)
- البروفيسور على موقع كينوبويسك (الروسية)
- البروفيسور على موقع ألو سيني (الفرنسية)
- البروفيسور على موقع قاعدة بيانات الفيلم (الإنجليزية)